# Clan Muircheartaigh Uí Conchobhair
Le Clan Muircheartaigh Uí Conchobhair (anglicisé en Clan Murtagh O'Connors ou  Clan Murtough O'Connors) est constitué par les descendants de Muirchertach Muimhnech Ua Conchobair (en) (†  1210), un fils cadet de l'Ard ri Erenn Toirdelbach Ua Conchobair. ils ont été présentés par Katherine Simms comme:

... L'exemple le plus ancien et le mieux documenté, du nomadisme croissant de l'aristocratie dans la moitié nord de l'Irlande à la fin du Moyen Âge.... Malgré le fait qu'étant une branche très nombreuse de la famille O'Connor, qui parvenue sur le trône de Connacht, ne semble plus jamais avoir fait parler d'elle après le début du XVe siècle.

## Rois de Connacht du Clan Muircheartaigh
- Cathal Ruad mac Conchobair Ruaid, règne 1280-1288 & 1293 ;
- Magnus mac Conchobair Ruaid Ua Conchobair, règne 1288-1293 ;
- Áed Bréifnech mac Cathail Ruaid Ua Conchobair (c'est-à-dire de Bréifne), règne 1309-1310 ;
- Ruaidri mac Cathail Ruaid Ua Conchobair, règne 1315-1316 ;
- Aodh mac Aodha Bréifnigh Ua Conchobair, règne 1342-1343, mort en 1350.

## Historique
La famille possède une position de souveraineté sur le sud de l'actuel comté de Mayo avant l'occupation anglo-normande du Connacht par Richard de Bourg, 1er baron de Connaught. Le domaine qu'ils contrôlaient correspondait peut-être avec celui du Diocèse de Mayo (en), reconnu par le Synode de Kells en 1152. Après la prise de possession par les Normands en 1235 ils tentent avec de brèves période de succès de contester le titre de roi du Connacht dans les King's Cantreds à leurs cousin les descendants de Cathal Crobderg Ua Conchobair. À partir de la décennie 1290 leur principale base d'activité se trouvait dans l'ouest du Bréifne. Après la décennie 1360 leur importance sociale décroit fortement et ils sont réduits à revenir dans le comté de Roscommon, comme partisans des O'Conor Roe, avant de d'entrer progressivement dans l'obscurité.
La dernière entrée dans les annales les concernant se trouve dans les Annales de Connacht sous l’année 1474, lorsque:

Donnchad fils de Muirchertach fils d'Aed O Conchobair du reste du Clann Muirchertaig [c'est-à-dire d'iarsma Clainni Murcertuig] meurt à Toberelva en Mag nAi.

## Arbre généalogique simplifié
- Rí. = roi de Connacht

```
                        
Toirdelbach
, 
Roi de Connacht
 & 
Ard Rí na hÉireann
, 1088-1156.
                                  |
    ______________________________|____________________________________________
   |                              |                                           |
   |                              |                                           |
   
Ruaidrí
			Muirchertach Muimnech	       
Cathal Crobhdearg
, 1152-1224,
 c.1116-1198  	      		
Tainiste
 du Connacht		      Rí. 1202-24. 	
 Roi de Connacht,                † 1210                       Ancêtre des Ó Conchubhair Ruadh & 
Ó Conchubhair Donn
          			
 & Ard Rí na hÉireann    	  |                      	
    				  |
				Conor Ruad, † 1245
    ______________________________|____________________________________________
    |                                                                         |
    |                                                                         |
    
Cathal Ruad
							           
Maghnus

    Rí. Conn. 1280-88; 1293                                              Rí. Conn 1288-1293
    |
    |________________________________________________________
    |                               |                       |
    |                               |                       |
    Conor Ruad  		 
Áed Breifnech
   	 
Ruaidri

    prétendant † 1296	         Rí. Conn. 1309-10	  Rí. Conn. 1315-16                      	
    				    |
        ____________________________|____________________________
        |                               |                       |
 	
Aodh
	 	          Cathal		    Ruaidri
 	Rí. Conn. 1342-43	      Tainiste 	  	        Tainiste
        † 1350			       † 1366			† 1380
```

## Sources
- (en) T.W Moody, F.X. Martin, F.J. Byrne A New History of Ireland IX Maps, Genealogies, Lists. A companion to Irish History part II . Oxford University Press réédition 2011  (ISBN 9780199593064). « O'Connors Ó Conchobhair Kings of Connacht 1183-1474  » p. 223-225 et généalogie no 28 et 29 (a)  p. 158-159.
- (en) Goddard Henry Orpen Ireland under the Normans Oxford at the Clarendon Press, 1968, vol. I à vol. IV